# West Brompton (métro de Londres)
Cet article possède un paronyme, voir Brompton (homonymie).
Pour l’article homonyme, voir West Brompton.
West Brompton est une station du métro de Londres.